# Victoria de los Ángeles
Victoria de los Ángeles López García, cunoscută internațional sub numele artistic de Victoria de los Ángeles și în Catalonia ca Victòria dels Àngels (n. 1 noiembrie 1923, Barcelona, Catalonia, Spania – d. 15 ianuarie 2005, Barcelona, Catalonia, Spania) a fost o soprană lirică spaniolă/catalană, a cărei carieră de cântăreață de operă a început după Al doilea Război Mondial și a atins apogeul în anii 1950–1960. Pe lista celor mai apreciate 20 de soprane din această perioadă ocupă locul 3, după Maria Callas și Joan Sutherland.